# Choreutidae

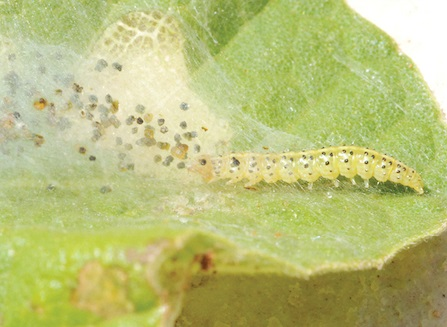
Choreutis nemorana, larva

Choreutidae es una familia de lepidópteros ditrisios. 

## Descripción
Las polillas se encuentran en todo el mundo, con 19 géneros en tres subfamilias definidos por las características estructurales de los estadios inmaduros (larvas y pupas), en lugar de los caracteres de los adultos (Heppner y Duckworth, 1981; Rota, 2005).

## Comportamiento
Estas polillas pequeñas suelen tener tonos metálicos y la mayoría de vuelo diurno (algunos también nocturno). Algunos ejemplares tropicales como el género Saptha son bastante espectaculares, con brillantes bandas verdes metálicas. Los miembros del género Brenthia, a menudo se encuentra en su propia subfamilia Brenthiinae, tienen puntos redondos en las alas y se ha demostrado que imitan a las arañas saltadoras (Rota y Wagner, 2006).

## Subfamilias y géneros
Millieriinae

- Millieria Ragonot, 1874
- Phormoestes Heppner, 1982
- Nyx Heppner, 1982

Brenthiinae

- Brenthia Clemens, 1860
  - =Microaethia Chambers, 1878
- Litobrenthia Diakonoff 1978

Choreutinae

- Alasea Rota, 2008
- Anthophila Haworth [1811]
- Asterivora Dugdale, 1979
- Caloreas Heppner, 1977
- Choreutis Hübner [1825]
  - =Choreutidia Sauber, 1902
  - =Hemerophila Fernald, 1900
  - =Allononyma Busck, 1904
  - =Macropia Costa, 1836
- Hemerophila Hübner [1817]
- ?Melanoxena Dognin, 1910
- Peotyle Diakonoff, 1978
- Prochoreutis Heppner, 1981
- Rhobonda Walker, 1863
- Saptha Walker, 1864
  - =Badera Walker, 1866
  - =Chordates Snellen, 1877
- Tebenna Billberg, 1820
  - =Porpe Hübner, 1825
- Trichocirca Meyrick, 1920
- Telosphrantis Meyrick, 1932
- Tortyra Walker, 1863
  - =Choregia Zeller, 1877
  - =Walsinghamia Riley, 1889
- Zodia Heppner, 1879